# Cerkiew św. Mikołaja w Batyczach
Cerkiew św. Mikołaja w Batyczach – murowana filialna cerkiew greckokatolicka.
Zbudowana na miejscu starszej, drewnianej cerkwi w 1935.
Stara cerkiew została zbudowana w 1901 w miejscu jeszcze starszej cerkwi z 1507, i poświęcona 28 sierpnia 1902. Cerkiew należała do greckokatolickiej parafii w Ujkowicach.
Po II wojnie światowej użytkowana przez Kościół rzymskokatolicki.

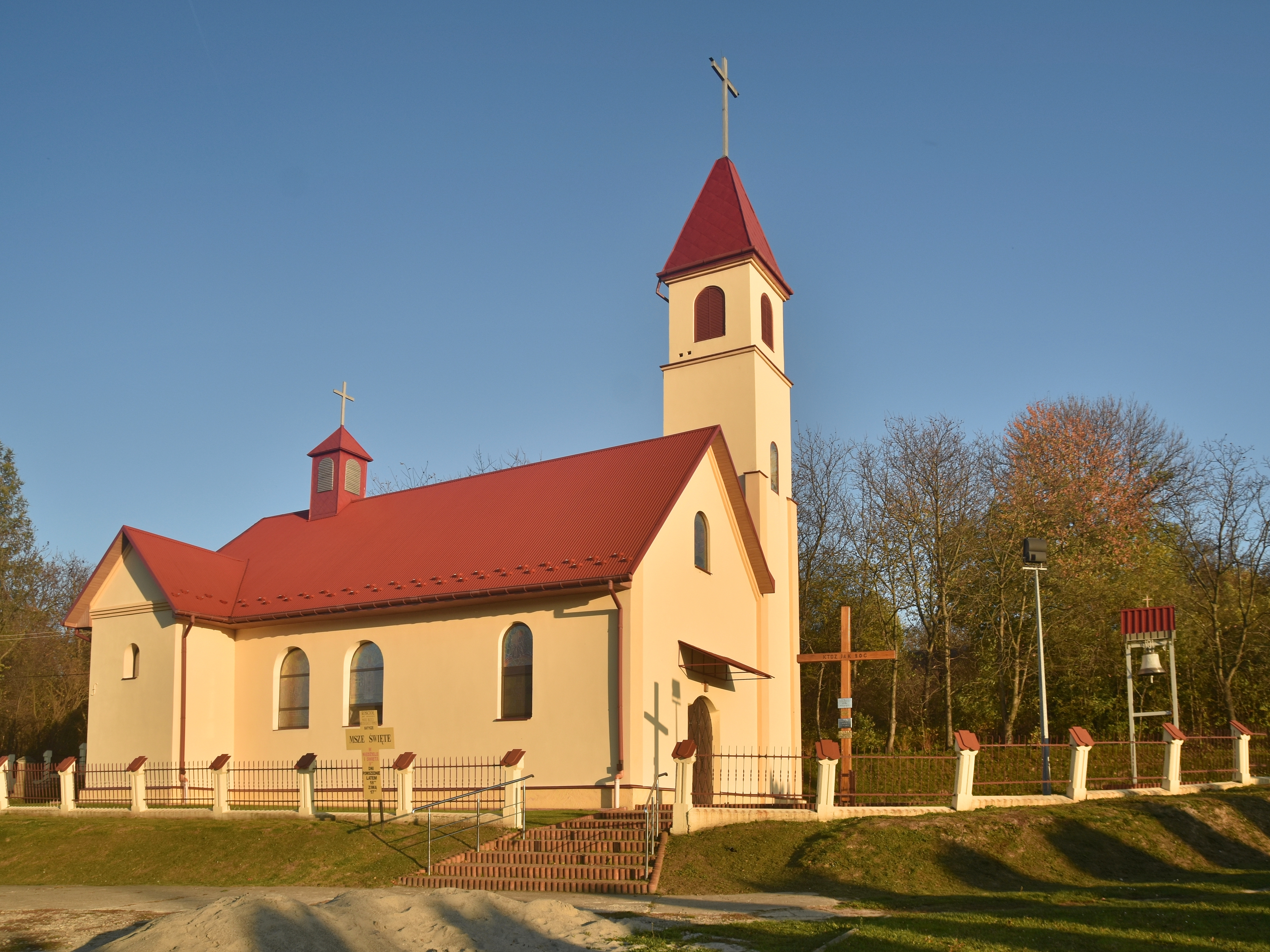
Elewacja boczna
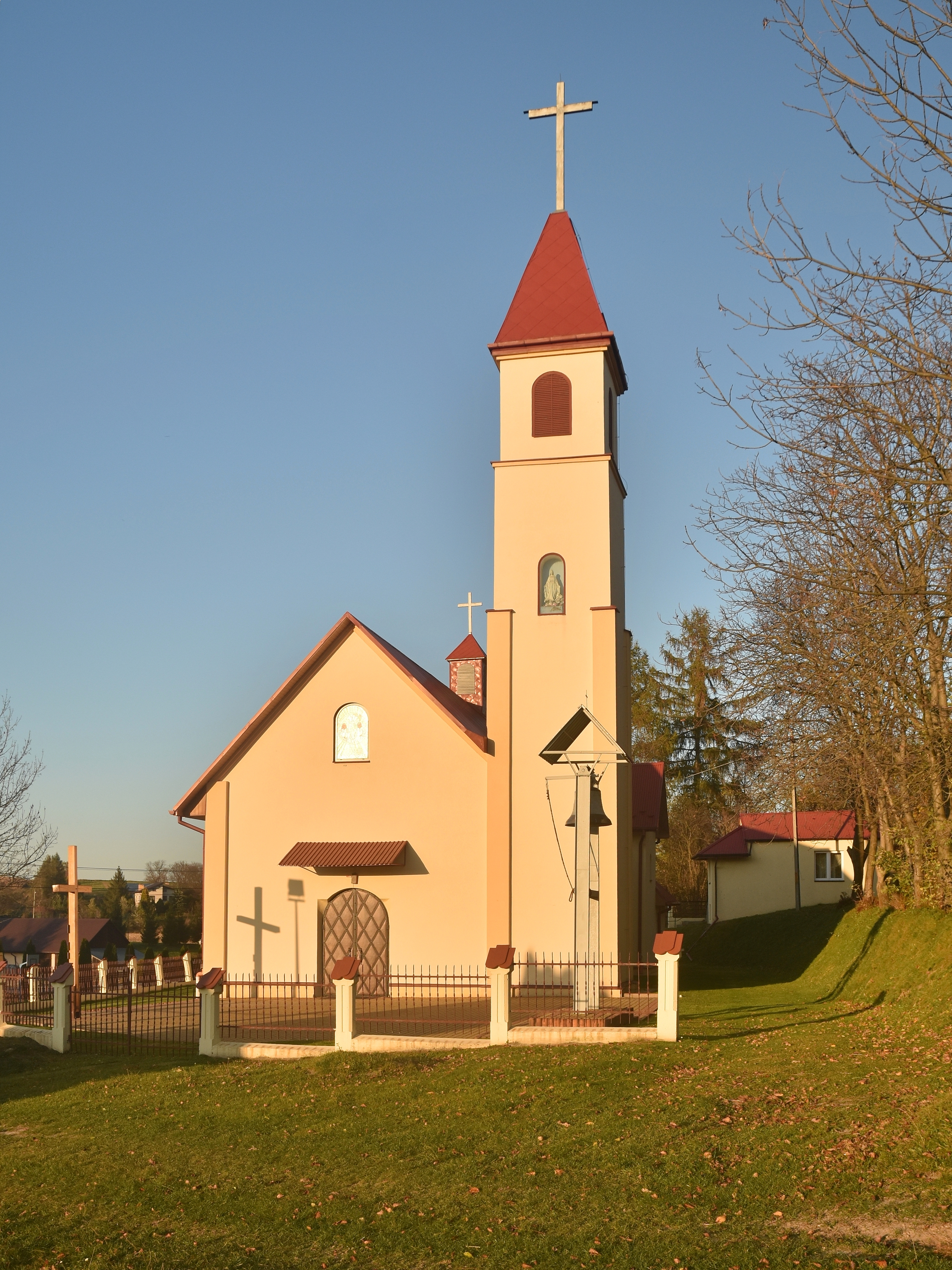
Elewacja frontowa
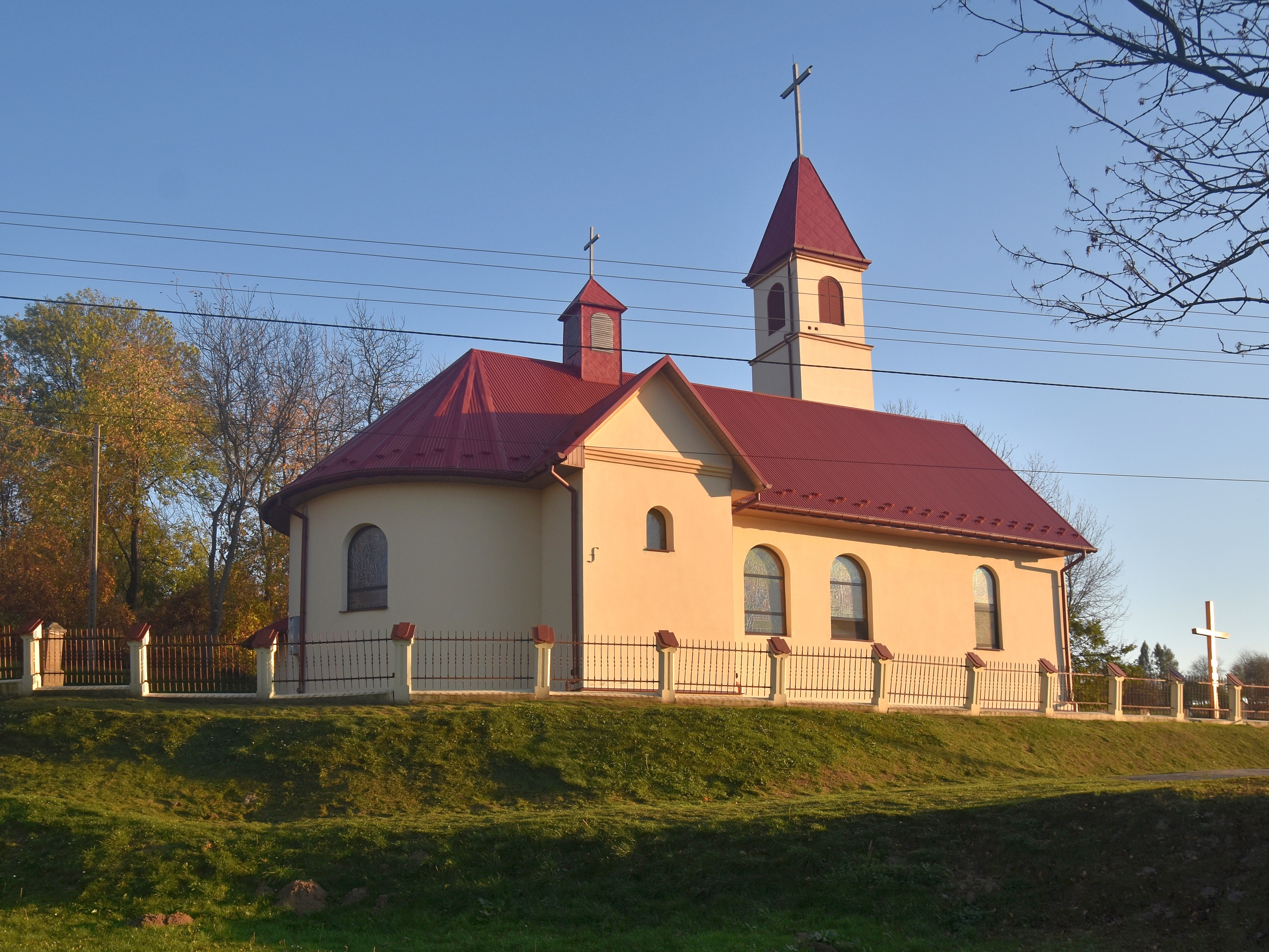
Widok od strony prezbiterium